# Единица работы разделения
Единица работы разделения (ЕРР, англ. Separative work unit, SWU) — единица работы по разделению изотопов. Для определенного изменения изотопного состава определённой смеси требуется одинаковое количество ЕРР, независимо от технологии разделения изотопов.
В ЕРР измеряют необходимые затраты для получения веществ с заданным изменением изотопного состава. Единица работы разделения также хорошо характеризует возможности оборудования по разделению изотопов.
Для разных технологий разделения изотопов реальные затраты ресурсов могут сильно отличаться. Например, газодиффузионная технология требует 2500 кВт*ч электроэнергии на единицу разделения. Газовые центрифуги тратят 50 кВт*ч на ту же работу.

## Расчёт
Оценить затраты ЕРР на разделительную работу можно по формуле:
- {\displaystyle EPP=M_{1}\cdot V(\alpha _{1})+M_{2}\cdot V(\alpha _{2})-M_{0}\cdot V(\alpha _{0})}

Здесь:
- {\displaystyle V(\alpha )=(2\alpha -1)\cdot \ln {\alpha  \over {1-\alpha }}} — функция потенциала разделения.
- {\displaystyle \alpha ={M^{235} \over M^{238}+M^{235}}} — степень обогащения изотопной смеси. Соответственно, для смесей на входе установки ({\displaystyle \alpha _{0}}) и на выходе ({\displaystyle \alpha _{1}} и {\displaystyle \alpha _{2}}). {\displaystyle M^{235}} и {\displaystyle M^{238}} — массы изотопов в составе конкретной смеси.
- {\displaystyle M_{0}}, {\displaystyle M_{1}} и {\displaystyle M_{2}} — массы смесей на входе установки (индекс 0) и на выходе (индексы 1 и 2).

Согласно формуле, работа разделения имеет размерность количества вещества. Принято соглашение, что 1 ЕРР = 1 кг, поэтому иногда характеристика разделительной мощности оборудования указывается в единицах массы. Тем не менее, нет никакой физической массы, соответствующей единице ЕРР.

### Пример расчёта
Пусть необходимо получить M1 = 1 кг обогащённого урана. Содержание урана в исходном сырье составляет α0 = 0,71%, в обогащённом уране — α1 = 90%, в отходах — α2 = 0,2%. Найти необходимую массу сырья M0, массу отходов M2 и количество работы по разделению ЕРР.
Массу сырья M0 и массу отходов M2 находим из системы линейных уравнений
- {\displaystyle M_{0}\alpha _{0}-M_{2}\alpha _{2}=M_{1}\alpha _{1};}
- {\displaystyle M_{0}(1-\alpha _{0})-M_{2}(1-\alpha _{2})=M_{1}(1-\alpha _{1}).}

Получаем
- {\displaystyle M_{0}=176{,}078;M_{2}=175{,}078.}

Функции потенциала разделения:
- {\displaystyle V(\alpha _{0})=(1-2\cdot 0{,}0071)\cdot \ln {{1-0{,}0071} \over 0{,}0071}=4{,}870;}
- {\displaystyle V(\alpha _{1})=(1-2\cdot 0{,}9)\cdot \ln {{1-0{,}9} \over 0{,}9}=1{,}758;}
- {\displaystyle V(\alpha _{2})=(1-2\cdot 0{,}002)\cdot \ln {{1-0{,}002} \over 0{,}002}=6{,}188.}

Тогда работа по разделению составит
- {\displaystyle EPP=1\cdot 1{,}758+175{,}078\cdot 6{,}188-176{,}078\cdot 4{,}870=227{,}532.}

## Обогащение урана
В природном уране содержится 0,72 % изотопа 235U. При обогащении урана по изотопу 235U на завод поступает природный уран, а на выходе получают два потока: обогащённый уран и обеднённый уран (т. н. отвалы). Типовые затраты на получение 1 кг обогащённого урана:
- Для обогащения до 3,6 % с отвалами 0,2 % требуется 6,7 кг природного урана и 5,7 ЕРР.
- Для обогащения до 3,6 % с отвалами 0,3 % требуется 8,2 кг природного урана и 4,5 ЕРР.
- Для обогащения до 90 % с отвалами 0,2 % требуется 176 кг природного урана и 228 ЕРР.
- Для обогащения до 90 % с отвалами 0,3 % требуется 219 кг природного урана и 193 ЕРР.

Чем меньше нужного изотопа уходит в отвал, тем меньше требуется исходного сырья, но тем больше затраты ЕРР.

### Онлайн калькуляторы
Для количественной оценки процесса обогащения урана доступны онлайн-калькуляторы.

## Разделительная мощность
Единица работы разделения хорошо характеризует возможности оборудования по разделению изотопов: конкретное оборудование за определенное время совершает одну и ту же работу по разделению изотопов. Эти возможности оборудования называют разделительной мощностью (разделительной способностью). Их измеряют в производных единицах ЕРР/год, которые характеризуют количество работы разделения, которое оборудование способно совершить за год.
Поскольку единица работы разделения имеет размерность килограмм, то и мощности заводов иногда выражают в единицах массы: килограммах или тоннах за год.

### Мировые мощности по разделению изотопов
Мощности заводов по разделению изотопов урана в тысячах ЕРР в год согласно WNA Market Report. 
| Страна                                     | Компания, завод         | 2012   | 2013   | 2015   | 2018   | 2020   |
| ------------------------------------------ | ----------------------- | ------ | ------ | ------ | ------ | ------ |
| Россия                                     | Росатом                 | 25000  | 26000  | 26578  | 28215  | 28663  |
| Германия, Голландия, Англия                | URENCO                  | 12800  | 14200  | 14400  | 18600  | 14900  |
| Франция                                    | Orano                   | 2500   | 5500   | 7000   | 7500   | 7500   |
| Китай                                      | CNNC                    | 1500   | 2200   | 4220   | 6750   | 10700+ |
| США                                        | URENCO                  | 2000   | 3500   | 4700   | ?      | 4700   |
| Пакистан, Бразилия, Иран, Индия, Аргентина |                         | 100    | 75     | 100    | ?      | 170    |
| Япония                                     | JNFL                    | 150    | 75     | 75     | ?      | 75     |
| США                                        | USEC: Paducah & Piketon | 5000   | 0      | 0      | 0      | 0      |
|                                            | Суммарное               | 49 000 | 51 550 | 57 073 | 61 111 | 66 700 |

### Цены на ЕРР
В 90-х и нулевых, вплоть до 2006 года, спотовые цены колебались в районе 100 USD за ЕРР при обогащении урана. Затем цена начала рост и к 2009 году достигла пика в 160 долларов. С 2011 года цена плавно падала, пробив к 2018 году отметку 40 долларов.